# Anna Karenina (film fra 1975)
 For alternative betydninger, se Anna Karenina (flertydig). (Se også artikler, som begynder med Anna Karenina)
Anna Karenina (russisk: Анна Каренина) er en sovjetisk spillefilm fra 1975 produceret af Mosfilm og instrueret af Margarita Pilikhina. Filmen viser Bolsjojbalettens 1972-udgave af Lev Tolstojs roman fra 1877 Anna Karenina med koreografi af bl.a. Maja Plisetskaja, der også spillede hovedrollen.
Filmen havde verdenspremiere på Cannes Film Festival i 1975, hvor den blev vist udenfor konkurrencen.

## Medvirkende
- Maja Plisetskaja som Anna Karenina
- Aleksandr Godunov som Aleksej Vronskij
- Vladimir Tikhonov som Aleksej Karenin
- Nina Sorokina som Jekaterina Sjjebatskaja
- Marianna Sedova som Jelizaveta Tverskaja